# Bronze Records
Bronze Records byla nezávislá britská značka založená 1971 hudebním producentem Gerry Bronem, v Chalk Farm, Londýně.
Bron byl producentem Uriah Heep pro značku Vertigo Records v době, kdy tato značka pomalu končila. Založil proto značku novou, pro kterou vedle Uriah Heep nahrávali i Juicy Lucy, Richard Barnes, Colosseum, Osibisa, Nostromo, Manfred Mann, The Real Kids, Sally Oldfield, Motörhead, The Damned, Girlschool a Hawkwind.
Původně byla realizována výroba a distribuce prostřednictvím vydavatelství Island Records, pak u EMI v roce 1977 a v roce 1980 u Polydor Records. Značka zanikla kvůli finančním potížím v polovině 80. let, katalog byl prodán Ray Richardsovi Legacy Records.
Začátkem roku 2003 bylo oznámeno, že Bron a Pete Brown „obnovili společnost existující před mnoha lety. Zjistili, že mají společný nevyřešený vztah v lásce k hudbě, zejména britské… Takže značka Bronze byla znovu spuštěna.“ 